# Milwaukee Bucks 1987-1988
La stagione 1987-88 dei Milwaukee Bucks fu la 20ª nella NBA per la franchigia.
I Milwaukee Bucks arrivarono quarti nella Central Division della Eastern Conference con un record di 42-40. Nei play-off persero il primo turno con gli Atlanta Hawks (3-2).

## Roster
| N° | Naz.                   | Ruolo | Sportivo          | Anno | Alt. | Peso |
| -- | ---------------------- | ----- | ----------------- | ---- | ---- | ---- |
| 3  | Stati Uniti (bandiera) | G     | Pace Mannion      | 1960 | 201  | 86   |
| 4  | Stati Uniti (bandiera) | G     | Sidney Moncrief   | 1957 | 191  | 82   |
| 10 | Stati Uniti (bandiera) | G     | John Lucas        | 1953 | 191  | 79   |
| 15 | Stati Uniti (bandiera) | G     | Craig Hodges      | 1960 | 188  | 86   |
| 21 | Stati Uniti (bandiera) | G     | Conner Henry      | 1963 | 201  | 88   |
| 22 | Stati Uniti (bandiera) | GA    | Ricky Pierce      | 1959 | 193  | 93   |
| 23 | Stati Uniti (bandiera) | A     | Charles Davis     | 1958 | 201  | 98   |
| 24 | Stati Uniti (bandiera) | GA    | Dudley Bradley    | 1957 | 198  | 88   |
| 24 | Stati Uniti (bandiera) | G     | Jay Humphries     | 1962 | 191  | 84   |
| 25 | Stati Uniti (bandiera) | GA    | Paul Pressey      | 1958 | 196  | 84   |
| 31 | Stati Uniti (bandiera) | A     | Rickie Winslow    | 1964 | 203  | 102  |
| 34 | Stati Uniti (bandiera) | A     | Terry Cummings    | 1961 | 206  | 100  |
| 35 | Stati Uniti (bandiera) | GA    | Jerry Reynolds    | 1962 | 203  | 91   |
| 42 | Stati Uniti (bandiera) | AC    | Larry Krystkowiak | 1964 | 206  | 100  |
| 43 | Stati Uniti (bandiera) | AC    | Jack Sikma        | 1955 | 211  | 104  |
| 44 | Stati Uniti (bandiera) | AC    | Paul Mokeski      | 1957 | 213  | 113  |
| 45 | Stati Uniti (bandiera) | C     | Randy Breuer      | 1960 | 221  | 104  |
| 53 | Stati Uniti (bandiera) | AC    | Dave Hoppen       | 1964 | 211  | 107  |
| 53 | Stati Uniti (bandiera) | A     | Andre Moore       | 1964 | 206  | 98   |
| 54 | Stati Uniti (bandiera) | A     | John Stroeder     | 1958 | 208  | 118  |

## Staff tecnico
- Allenatore: Del Harris
- Vice-allenatori: Frank Hamblen, Mack Calvin, Mike Dunleavy